# Alice Walker (målare)

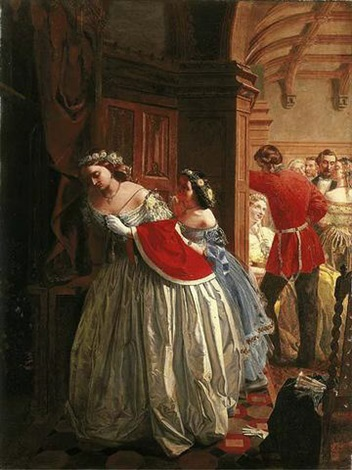
Wounded Feelings (1861).

Alice Walker, fl. 1861–1862, var en brittisk målare. Hon har bland annat utfört målningen Wounded Feelings, i vilken betraktaren ser en sorgsen kvinna iförd en påkostad sidenklänning. Målningens titel syftar på henne; hon har blivit sårad av mannen i röd uniformsjacka i bakgrunden. En av hennes väninnor försöker trösta henne. Den sorgsna kvinnan har kastat sin ena handske på golvet och hennes solfjäder ligger på en stol. Dunklet i målningens vänstra parti kan symbolisera ensamhet; den förskjutna kvinnans ensamhet.